# Exorista castanea
Exorista castanea är en tvåvingeart som först beskrevs av Wulp 1894.  Exorista castanea ingår i släktet Exorista och familjen parasitflugor. Inga underarter finns listade i Catalogue of Life.